# 哈茲克拉布爾 (印第安納州)
哈茲克拉布爾（英語：Hardscrabble）是位於美國印第安納州麥迪遜縣的一個非建制地區。該地的面積和人口皆未知。